# 秘書コレクション
『秘書コレクション』（HISHO COLLECTION）は、GREEで配信されていた、コナミ提供のソーシャルゲーム。通称『秘書コレ』。2011年8月23日にサービス開始。Mobageで配信されていた『秘書コレクション 〜どきどき♥秘密の社長室〜』についても本項で扱う。こちらは2013年6月28日サービス開始（2014年4月25日限りで終了）。2014年10月31日限りでサービス終了した。
『ドラゴンコレクション』のゲームシステムを流用した「コレクションシリーズ」の一つである。

## あらすじ
時は2034年。現代にもまして、企業間の抗争は熾烈を極めていた。時代は無敵の企業戦士「スーパー秘書」の登場を求めていた。
この時代、企業間の争いは双方の女秘書による「秘書バトル」で決着を付ける慣習ができていた。そして今、企業バトルに新たな歴史の一ページが記されることになる。

## 概要
プレイヤーは「あのお方」の雇われ社長となり、秘書カードを収集・強化しながら、ミッションや機密書類バトルを挑んで行く。会社経営の傍ら、より強い、あるいは珍しい秘書カードを収集し、デッキを作り、そして秘書バトルを挑んで行くことになる。秘書は全て女性で、ありとあらゆる分野、体格の女性が秘書として用意されている。また、人間のみならず、擬人化した動物、神、天使、悪魔、怪物、妖精、ロボットなども登場する。本来は男性である人物も、女性化して（性転換創作）登場する（曹操秘書、ナポレオン秘書、孫悟空秘書など）。
ゲーム進行は一本道のストーリーを順にこなして行く「ミッション」が基本で、随時期間限定のイベントが行われる。イベントでは、特殊なミッションに挑戦したり、通常ミッションに追加要素が付く形となる。イベントは、非常に強力な敵と戦ったり、あるいは対人戦となるため、最初から手に入る秘書カードだけでは限界が出てくる。そのため、ガチャなどによるより強い秘書カードの入手や、合成による強化が必要になる。

## Mobage版の追加要素
GREE版は音声が全く無かったが、Mobage版ではスマートフォンに限り、一部の秘書に声優による肉声が付いた。社長室付の秘書にすることで、様々な話を聞くことができる。話す内容は、秘書の機嫌によって変わる。
また、専用の秘書も追加され、当初に肉声が付くのは全てMobageで追加された秘書である。
Mobage版サービス終了後、GREE版でも2014年5月15日より音声付き秘書が登場した。

## ゲーム内容
属性
プレイヤーは、ゲーム開始時にセクシー・癒し・知性の3種類の属性からひとつを選択する。途中で変えることはできない。3属性はセクシーは癒しに強く、癒しは知性に強く、知性はセクシーに強い三すくみになっている。また、セクシーに分類される秘書は巨乳が、癒しに分類される秘書は貧乳が多い傾向にある。これ以外に神秘属性が2013年11月18日に追加され、合わせて4属性が存在する。神秘は全属性に強いが、全属性の技が効くため、全てに強く、かつ弱いという特殊な立ち位置になっている。
社長
プレイヤーの依り代になる主人公。名前は、GREE・Mobageで登録した名義がそのまま表示される。GREEとMobageのデータは独立しており、相互の交流はできない。
社長自身のパラメータとして、以下が設定されている。
- レベル…強さそのものではなく、どれだけ秘書コレクションを遊んだかの目安。レベルが上がるごとに、体力、攻撃コスト、防御コスト、事務コストに振り分ける能力ポイント3を得ることができる。他のプレイヤーとのバトルも、マッチングは近いレベルのプレイヤーが優先されるようになっている。
- 経験値…ミッションを進めたり、ボスを倒すなどすることで得られる。レベルごとに決められた経験値を獲得することで、レベルが上がる。
- 体力…ミッションなどを進めるごとに消費する。3分で1回復する。
- 攻撃コスト…バトルでカードを使役すると消費する。消費量は、カードに設定されたコストの総和と同数。コストの総和が、攻撃コストより多くなる組合せでのバトルはできない。1分で1回復する。
- 防御コスト…バトルを仕掛けられた時に消費する。消費量は、一律最大値の1割。コストの総和が、防御コストより多くなる組合せでのバトルはできない。1分で1回復する。
- 事務コスト…カードに設定されたコストの総和と同数までの秘書に、仕事をさせる。1時間毎に、担当秘書の事務力と同額のマネーが収入として得られるが、受け取るには秘書に報告させる必要がある。また、金庫の上限を超えるとそれ以上貯めておくことはできず、受け取って空にするまでの間の収入は無駄になる。
- 能力ポイント…体力、攻撃コスト、防御コスト、事務コストに振り分けられる。ポイントを得るには仲間を増やす（+5）。レベルを上げる、機密書類をコンプリートする（+3）。ミッションをクリアする（+1）といった方法がある。レベルを上げるより、仲間を増やした方が有利に設定されている。一度振り分けると、原則として振り直しはできない。
- 秘書…現在所有している秘書カードの数。プレゼント欄は含まない。ゲーム開始時は上限50枚で、ミッションコンプリートやバリエーションコンプリートなどにより増やすことができる。
- 仲間…協力関係にある他のプレイヤー。レベルを上げると上限を増やすことができる。詳細は下記。

秘書カード
プレイヤーが戦闘に使役するカード。敵に使役されたり、カード自体が敵として立ちはだかることもある。バトルや合成で成長値が上がり、100%でレベルが1上がる。基本的に、カード名は秘書としての愛称で付けられていて、ほとんどの秘書は本名を別に持っている。
- 一例
  - ニート秘書→本名は「夢野綴喜」
  - 泣き虫秘書→本名は「雨森ナナミ」
  - 短大秘書→本名は「国吉美佐」

- 属性…セクシー・癒し・知性・神秘の4種類の属性があり、プレイヤーと同じ属性で補正が入る。一部、神秘以外の3属性のカードが設定されている人物もいる。
- レア度…稀少度。ノーマル（N）、ノーマル+（N+）、レア（R)、レア+（R+)、スーパーレア（SR)、スーパーレア+（SR+）、レジェンド（L）、レジェンド+（L+）とあり、後になるほど稀少で、入手しづらい代わりに能力も高くなる。ただし、実際の稀少度・能力と、カードに設定されたレア度は一致しないこともある。なお、最初のゲーム開始時に、自属性のRをガチャから入手できる。また、その時々で新規招待成功の報酬になっているカードも手に入る。
- モチベーション…秘書のやる気（動機づけ）。「不調」「普通」「好調」「ときめき」の順に意欲が高まり、バトル時の能力に影響する。カード入手時は「普通」固定で、「フィルム」を開封するとやる気が変化するようになる。また、開封後に「癒す」と24時間普通以上を維持させられる。
- 名前…その秘書の本名。一部カード名と同じ秘書や、本名非公開の秘書もいる。
- 年齢…その秘書の年齢。一部鯖読みや、非公開の秘書もいる。
- 3サイズ…その秘書のスリーサイズ。バストの大きさは、一部の特技に影響する。
- 特技…戦闘開始時にランダムで繰り出す。発動すると、味方の能力を引き上げたり、敵の能力を引き下げるなどの補正が掛かる。属性・タイプごとに発動条件が決まっているものが多い。1戦闘で発動するのは5種類まで。
- コスト…バトルや、バトル系イベントでそのカードを戦闘に繰り出すために必要なコスト。ミッションでのボス戦などでは消費しない。また事務に就ける場合も必要だが、配属に必要なだけで、直接消費されることはない。
- バリエーション…同じ秘書でも髪型、髪の色、服装などにより8種類のバリエーションが用意されている。コンプリート特典も用意されている。
- 流通量…カードの出回っている枚数を大まかに確認でき、実質的な稀少度を知ることができる。表示は「半端なく流通」「超流通」「カナリ流通」「結構流通」「少し流通」「（実数表示）」の6種類で、あとになるほど稀少度が高いことを意味する。基本的には大まかな表示しかされず、実際の枚数が表示されるカードは、それだけ稀少品であることを意味する。
- フィルム…入手時のカードはフィルムでラッピングされており、合成を受けることで「開封」される。開封されるとマネー換金の価格が下がり、モチベーションがランダムで変化するようになる。未開封のままでは成長できない。任意で開封することもできる。
- リーダー…秘書のリーダーで、ミッションのボス戦では必ずリーダーが戦う。リーダーは他のプレイヤーに公開され、仲間はミッションのボス戦・対人バトルで任意に借りることができる。また、イベントで仲間など他のプレイヤーに救援する時も、リーダーが出撃する。

ガチャ（秘書ダス）
毎日基本は無料ガチャとランチタイムガチャ（11：30〜13：30）の2回のみ無料。また、通常は友情PTを200消費でガチャることも出来る（友情PTを100消費でガチャれるキャンペーンも定期的に行われている）。ランチタイムのみ出現する秘書もあり、曜日毎に日替わりで誰が出るかが変わる。有料ガチャの場合は300コイン（315円相当）で新ガチャ登場毎に初回ガチャのみ100コインとなっている。
ガチャ券
一部イベントなどで配布されるガチャ専用チケット。チケットにはさまざまな種類がある（B75↓（バスト75以下の秘書のみ引ける）など）。
ミッション
体力を使いミッションを進めてゆき、経験値も得られる。途中で出現するトランクから、カードや機密書類を入手できる。
1エリアにつき全2〜5ステージあり、エリアの最後にはボスが出現する。ボス撃破時には経験値・回復薬・落し穴・マネーが貰える。
癒す
体力を消費して秘書を癒す。秘書のモチベーションが高まり、24時間「普通」以上が維持されるようになる他、少額の臨時収入も得られる。同じ秘書には12時間に1度行える。
イベント
期間限定で限定ミッションなどのイベントも開催される。特定イベントで有利になるカード（特攻カード）も随時用意される。
仲間
協力関係になった他のプレイヤー。互いにバトルを仕掛けることができなくなり（練習試合として「交流バトル」をすることはできる）、ボス戦で援軍に呼べるようになる。また、バトルで敗北した場合、「助太刀バトル」として仲間に報復してくれるよう依頼が可能になる。さらに、1人増えるごとに能力ポイントが5増え、互いにガッツ（挨拶）を入れた時の友情PTにボーナスが付く。イベントでも、仲間に救援を依頼したり、逆に援助することができるようになっている。
1度でもガッツした仲間は、「なかよし」「親友」「相棒」の順に関係が深くなり、友情PTボーナスも大きくなる。関係の深さは、ガッツの回数・頻度で上下する「親密度」で判別される。仲間になった直後は、親密度はゼロとして扱われるが、1度ガッツすれば、時間経過で親密度が下がっても、ゼロに戻ることはない。
解除するとこれらは白紙に戻るが、1日に2人以上解除すると、ペナルティとして2人目からの能力ポイント減少が6になる。
バトル
他のプレイヤーから機密書類・マネーを奪うことが出来る。相手の総防御力より自分の総攻撃力が高いと勝利できる。また相手に挑まれた場合には相手の攻撃力を自分の防御力が上回ると機密書類を守ることが出来、マネーを奪える。機密書類には落とし穴を仕掛けることができ、落とし穴のある機密書類を奪おうとすると、自動的に防御側の勝利になる（落とし穴は使い捨て）。また、同じ相手に一方的にバトルを仕掛けたり、圧倒的な格下にバトルを挑むと、「おしおき」として強制的に敗北させられることがある。
機密書類
ミッションやバトルで入手できるアイテム。6色あり、全て揃うとレアカードが手に入る。コンプリートで手に入る秘書は「極嬢秘書」と呼ばれ、一部の特技に影響する他、通常クエストの極嬢秘書には、専用の進化合成が用意されている。進化合成した極嬢秘書を攻防デッキに配属させると、バトル時に事務デッキの事務力がそのまま自身の攻防パラメータに加算される。
秘書合成
カード同士を合成することで強化する。戦闘では役に立たず高コストだが、合成に使うと相手を大きく成長させられる「ジュエリー秘書」など、合成用の特殊なカードも用意されている。また、同じSRカード同士を合成するか、「進化サロン」と合成することで、レアリティを引き上げることができる。これを進化合成と呼ぶ。また、同じLカード同士を合成させるか、「覚醒・進化秘書」と合成することでもレアリティが引き上げられるが、こちらは覚醒進化と呼んで区別する。
ショップ
運営の用意したアイテム販売で、定価が設定されている。ただし、期間限定の値引きもしばしば行われる。
秘書リク
プレイヤーが手持ちのカード・アイテム・マネーを売買できる。通貨としては、レアカード1枚と等価の「レアメダル」が用意されており、これで取引を行う。出品および落札枚数は自由に設定できる。リアルマネートレーディング防止のため、取引は覆面で行われる。他の社長の出品状況を検索することもできるが、買いたい物に応じたマネーが必要（2回目以降は半額）。
ラウンジ
2013年10月8日追加。仲間とは別に設けられた社長達の社交場で、配属はランダム。専用掲示板がある他、「ベテラン社長」（Lv70以上）が「新人社長」（Lv69以下）に不要になったR以上のカードを譲ったり、仲間社長とは別に機密書類を融通したり、ガッツ組手をすることもできる。ラウンジでの実績に応じて「ラウンジメダル」が配布され、アイテムと引き換えられる。また、ラウンジは移籍可能だがその際にラウンジメダルを消費し、消費数は移籍先によって変わる。ラウンジからの脱退はできない。
ラウンジの名前は、太陽系の星（太陽+惑星+冥王星+月）の英名+3桁番号となる。たとえば「マーキュリー001」「ジュピター154」といった具合になる。

## 主な登場人物
ナビ
社長の進行を手助けするナビゲーター。『ドラゴンコレクション』のナビと同名同職務だが別人で、好戦的。秘書としても登場する。
あのお方
全ての社長を束ねるオーナーにして世界の支配者。「あの方」とも。いたずら好きで、バトルイベントではランダムで他社長のパラメータの一部を伏せてくる。ストーリー上のラストボス。
三姉妹
「あのお方」の娘。社長の属性ごとに担当が決まっており、機密書類をコンプリートすると、担当が現れて「極嬢秘書」カードを社長にくれる。また、「おしおき」も行う。担当は、長女が知性、次女がセクシー、三女が癒し。秘書としても登場する。
須藤レイジー（ハッカーギャル秘書）
ハッカー。プレイヤーの会社のコンピュータに侵入する。ミッション最初のボスでもある。サービス開始時からの登場人物だが、秘書としては2014年3月25日追加。
メリッサ・カスケード（暗黒社長秘書）
「暗黒社長」の異名を持つ、IT業界に暗躍する人物。コンピュータウイルスなど手段を選ばぬやり方で、ライバル企業を葬り去って来た。秘書としては2014年3月25日追加。
デ・フレイア（不況社長秘書）
「不況社長」の異名を持つ、金融業界に暗躍する人物。魔力で強引に不況を起こすことができ、多くの企業が犠牲となった。ひそかに共産主義結社を率いている。秘書としては2014年4月22日追加。
クロヅカ（闇軍需社長秘書）
「闇軍需社長」の異名を持つ。表向き農業参入を進めつつ、裏で技術の軍需転用を進めていた。プレイヤー企業にスパイを送り、技術を盗もうとする。秘書としては2014年5月30日追加。
ネビュラス（暗黒発電社長秘書）
「暗黒発電社長」の異名を持つ、電力業界に暗躍する人物。ブラックホールを生み出す「ダークエネルギー」の実用化に成功し、NDE社を業界トップに押し上げる。放置するとブラックホールによって他者の電力を全て吸い取ってしまう。秘書としては2014年6月27日追加。
紺黒マリコ（紺黒グループ総帥秘書）
紺黒グループ総帥。環境ビジネスに参入したプレイヤー会社と、環境破壊を意に介さない紺黒グループ企業がことある毎に衝突し、やがて全面対決に至る。どうやら地球の人間では無いらしい。秘書としては2014年6月27日追加。
平綾麻理（土下座秘書）
いつも肝心なところでドジをする。言い訳を一切しない潔い土下座ぶりを見せるが、本心から反省しているかというと話は別。システムメンテナンス時などに、運営に代わって土下座している。最後の終了時も土下座で締めた。
ロロル
廃病院に置き去りにされた人形。イベント「絶叫！いけない廃病院」に登場。プレイヤー会社に建物が買収されると、取り壊されることを恐れ怪奇現象を起こして妨害した。しかし病院再建の計画を知ると一転して協力した。名前は「呪」の漢字から。
小夜（小夜ちゃん秘書）
自分の意志を持って動くからくり人形。みかんをプレイヤー社長に運んできてくれるだけで害は無いが、いたずら好きで呪いを脅すこともある。大阪弁。秘書としては2014年4月1日限定で追加。
冥土ネロル（ブラックメイド・ネロルちゃん秘書）
別名ブラックメイド。時空の狭間を自由に行き来できる。秘書コレ2周年イベント「秘書コレミュージアム　～ブラックメイド来襲～」に登場し、プレイヤー会社の過去を乗っ取ろうとした。実はロロルの元々の持ち主でのち再会を果たし、一緒にプレイヤー会社で働いている。社長（プレイヤー）は既に故人ではないかと疑っている。名前は「祝」の漢字から。秘書としては2014年9月18日追加。

## 押忍！秘書コレクション
エイプリルフール恒例企画。通称「押忍コレ」。毎年4月1日、メイン画面が漢臭い学園「押忍秘書高」に切り替わり、秘書も全て男になる。4月1日が終わるか、特定の命令を使うことで通常の秘書コレクション画面に戻れる。
あくまでエイプリルフールなので、押忍コレ側から命令を実行しようとしてもまともに行えない物が多い。また、カードもエイプリルフール限定である。しかし、アイテムは一部実装されているものもあり、押忍コレでイベントをクリアしたり、有料で購入することで秘書コレ側に残る。

## できごと
2011年8月23日　GREEでサービス開始。

2013年6月28日　Mobageで『秘書コレクション 〜どきどき♥秘密の社長室〜』サービス開始。

2014年2月24日　『秘書コレクション 〜どきどき♥秘密の社長室〜』サービス終了を発表。4月25日14時限りで終了。

2014年8月28日　GREE版サービス終了を発表。

2014年10月31日　14時限りでサービス終了。

## 備考
- 本作にはコナミコマンドが存在しており、交流バトル時、コメント欄に「上上下下左右左右BA」もしくは「↑↑↓↓←→←→BA」と入力すると特技発動率100%かつ同時発動数制限が解除された特技大暴走モードが発動する。